# Scytocera niger
Scytocera niger är en insektsart som först beskrevs av Ludwig Redtenbacher 1891.  Scytocera niger ingår i släktet Scytocera och familjen vårtbitare. Inga underarter finns listade i Catalogue of Life.